# 見知らぬ人でなく
『見知らぬ人でなく』（Not as a Stranger）は、スタンリー・クレイマー監督・製作による1955年のアメリカ合衆国の映画である。それまでプロデューサーとして活動していたクレイマーの監督デビュー作である。原作はモートン・トンプソンの小説であり、エドナ・アンハルトとエドワード・アンハルトが脚本を執筆した。

## あらすじ
医学の道を志す青年が学費を得るために金持ちの女に近づく。

## キャスト
※括弧内は日本語吹替（初回放送1967年1月21日『土曜洋画劇場』）
- クリスティナ - オリヴィア・デ・ハヴィランド（島田多恵子）
- ルーカス - ロバート・ミッチャム（浦野光）
- アルフレッド - フランク・シナトラ（家弓家正）
- ハリエット - グロリア・グレアム（北浜晴子）
- アーロンズ - ブロデリック・クロフォード（島宇志夫）
- ランクレーマン - チャールズ・ビックフォード（鈴木昭生）
- スナイダー - マイロン・マコーミック（英語版）
- ジェブ - ロン・チェイニー・ジュニア
- ベン - ジェシー・ホワイト（英語版）
- オーリー - ハリー・モーガン
- ブランデージ - リー・マーヴィン（小林清志）
- ブルーニ - イヴ・マクヴェイ（英語版）

## 評価
世界での興行収入は800万ドル以上に達し、180万ドルの利益を得た。

### 受賞とノミネート
| 賞                                   | 部門       | 候補者                                | 結果       |
| ------------------------------------ | ---------- | ------------------------------------- | ---------- |
| アカデミー賞                         | 録音賞     | ワトソン・ジョーンズ（RCAサウンド部） | ノミネート |
| 英国アカデミー賞                     | 外国男優賞 | フランク・シナトラ                    | ノミネート |
| ナショナル・ボード・オブ・レビュー賞 | 助演男優賞 | チャールズ・ビックフォード            | 受賞       |